# Offentligt Häckleri
Offentligt Häckleri, det svenska trallpunkbandet Varnagels första album, kom ut 2003.

## Låtar på albumet
| Nr  | Titel                 | Längd | Notering            |
| --- | --------------------- | ----- | ------------------- |
| 1.  | Våran väg             | 1.57  |                     |
| 2.  | Den perfekta rebellen | 3.28  |                     |
| 3.  | Följesvennar          | 3.11  |                     |
| 4.  | Vuxenbiljett          | 2.58  |                     |
| 5.  | Hon står där          | 2.53  | Nyinspelning        |
| 6.  | Myrvals i folkmoll    | 3.25  |                     |
| 7.  | Amexbarn              | 3.41  | Nyinspelning        |
| 8.  | Blue Foxtrot          | 2.01  |                     |
| 9.  | Kirurgi               | 3.35  |                     |
| 10. | Samma gamla visa      | 1.43  | feat. Dennis Ohlson |
| 11. | Klassens timme        | 3.16  |                     |
| 12. | Blå traditioner       | 2.35  |                     |
| 13. | Ökenvindar            | 4.57  |                     |